# Epacanthion georgei
Epacanthion georgei is een rondwormensoort uit de familie van de Thoracostomopsidae.